# Connarus odoratus
Connarus odoratus är en tvåhjärtbladig växtart som beskrevs av Joseph Dalton Hooker. Connarus odoratus ingår i släktet Connarus och familjen Connaraceae. Inga underarter finns listade i Catalogue of Life.